# Вузлівська сільська рада (Пуховицький район)
Вузлівська сільська рада (біл. Вузьлянскі сельсавет) — колишня адміністративно-територіальна одиниця в складі Пуховицького району розташована в Мінській області Білорусі. Адміністративним центром було село Вузляни.
Вузлівська сільська рада розташовувалась в центральній частині Білорусі, і в центрі Мінської області орієнтовне розташування — супутникові знимки [Архівовано 25 серпня 2011 у WebCite], на захід від районного центру Мар'їна Горка.
Рішенням Мінської обласної ради депутатів від 28 травня 2013 року, щодо змін адміністративно-територіального устрою Мінської області, сільська рада була зліквідована, а села передані до складу Пережирської сільської ради та Новопольської сільської ради
До складу сільради входили 18 населених пунктів:
- Будьонівка • Вороб'ївка • Ленінський • Маховка • Озеричино • Товарські • Шелеги • Кухарівка • Борова Слобода • Берчуки • Єдлине • Залісся • Новосади • Піски • Погуляйка • Підбір'я • Вузляни • Вушанка